# Yves Le Masne
Yves Le Masne est un dirigeant d'entreprise français.   
Il effectue toute sa carrière professionnelle au sein du groupe Orpea, dont il devient directeur général en 2011.    
Son rôle clé dans la mise en place du modèle économique du groupe est notamment décrit dans l'enquête Les Fossoyeurs. 

## Biographie
Yves le Masne exerce pendant 28 ans au sein du groupe Orpea. Il y entre en 1993 au poste de contrôleur de gestion, puis y exerce les fonctions de directeur général délégué entre 2006 et 2010, puis celles de directeur général jusqu'au 30 janvier 2022. En 2016, sa rémunération est de 1 258 000 €, ce qui en fait le 90e dirigeant français le mieux payé. Durant ses derniers mois chez Orpea, il touche un salaire mensuel d'environ 100 000 €.
Le média Europe 1 cite la parution de l'enquête Les Fossoyeurs, qui le met en cause dans la mise en place d'un système d'optimisation et de gestion des coûts centralisé à Paris et au détriment des résidents, comme étant la cause de son départ du groupe Orpea. D'après le journaliste Nicolas Poincaré, il est celui à qui le groupe Orpea a décidé de « faire porter le chapeau » ; Le Masne déclare lui-même avoir servi de « fusible » au groupe Orpea.
Interrogé par la commission des affaires sociales de l'Assemblée nationale le 9 mars 2022, il nie avoir mis en danger la santé des résidents d'Orpea à travers des rationnements des coûts, et nie également l'existence de recours aux marges arrière au sein du groupe, tous en mettant en avant ses problèmes de santé depuis la médiatisation de l'enquête ciblant Orpea. Lors de son audition au Sénat le 24 mai, il réitère ces propos.

## Controverses
Le groupe Orpea porte plainte contre Yves Le Masne en décembre 2022, pour « des faits susceptibles de caractériser des infractions d'abus des biens ou du crédit de la société, d'abus de confiance, complicité, recel ou blanchiment »,.
Yves Le Masne fait l'objet d'une enquête pour délit d'initié, après avoir vendu 5 456 actions du groupe Orpea pour 588 000 € à l'été 2021, peu avant la parution du livre Les Fossoyeurs, ; il réfute cette accusation et déclare que la vente de ces actions n'a pas de rapport avec la parution du livre.
Yves Le Masne est incarcéré à la Prison de la Santé fin juin 2023 en détention provisoire et y est détenu pendant 7 mois. Il a 5 chefs d'accusation pour lesquels une instruction est en cours, blanchiment de fraude fiscale, abus de biens sociaux, détournement de fonds publics entre autres.